# Première Division 2024-2025 (Mauritania)
La Première Division 2024-2025 è stata la quarantaseiesima edizione della massima divisione del campionato mauritano di calcio. Il campionato è iniziato il 14 settembre 2024 ed è terminato il 30 maggio 2025. Il Nouadhibou era la squadra campione in carica, avendo vinto il suo dodicesimo titolo nazionale nell'edizione 2023-2024.
Il campionato è stato vinto dall'Al-Hilal Omdurman, squadra sudanese invitata al campionato mauritano.

## Stagione

### Novità
Al termine della stagione precedente sono state retrocesse ASAC Concorde e Entou, ultime due classificate del campionato. In virtù della riforma del campionato che ha comportato un allargamento da 14 a sedici squadre, dalla Deuxième Division sono state promosse N'Zidane e Toulde, prime due classificate, mentre sono state invitate Al-Hilal Omdurman e Al-Merrikh dal campionato sudanese.

### Formula
Le 16 squadre partecipanti giocano un girone all'italiana con partite di andata e ritorno, per un totale di 30 giornate. Al termine della stagione, la prima classificata è campione della Mauritania e si qualifica per la CAF Champions League 2025-2026, mentre le ultime due vengono retrocesse in Deuxième Division.

## Squadre partecipanti
| Squadra            | Città            | Stagione precedente      |
| ------------------ | ---------------- | ------------------------ |
| Al-Hilal Omdurman  | Omdurman (Sudan) | --                       |
| Al-Merrikh         | Omdurman (Sudan) | --                       |
| Chemal             | Nouakchott       | 9° in Première Division  |
| Douanes Nouakchott | Nouakchott       | 2° in Première Division  |
| Garde Nationale    | Nouakchott       | 10° in Première Division |
| Gendrim            | Nouakchott       | 4° in Première Division  |
| Inter Nouakchott   | Nouakchott       | 6° in Première Division  |
| Kaédi              | Kaédi            | 8° in Première Division  |
| Ksar               | Nouakchott       | 12° in Première Division |
| N'Zidane           | Atar             | Deuxième Division        |
| Nouadhibou         | Nouadhibou       | Campione di Mauritania   |
| Nouakchott Kings   | Nouakchott       | 5° in Première Division  |
| Pompiers           | Nouakchott       | 7° in Première Division  |
| SNIM               | Nouadhibou       | 11° in Première Division |
| Tevragh-Zeïna      | Nouakchott       | 3° in Première Division  |
| Toulde             | Kaédi            | Deuxième Division        |

## Classifica
|                       | Pos. | Squadra            | Pt | G  | V  | N  | P  | GF | GS | DR  |
| --------------------- | ---- | ------------------ | -- | -- | -- | -- | -- | -- | -- | --- |
| Mauritania (bandiera) | 1.   | Al-Hilal Omdurman  | 67 | 30 | 20 | 7  | 3  | 55 | 18 | +37 |
|                       | 2.   | Nouadhibou         | 61 | 30 | 17 | 10 | 3  | 37 | 13 | +24 |
|                       | 3.   | Chemal             | 51 | 30 | 14 | 9  | 7  | 37 | 23 | +14 |
|                       | 4.   | Nouakchott Kings   | 50 | 30 | 12 | 14 | 4  | 36 | 25 | +11 |
|                       | 5.   | Douanes Nouakchott | 49 | 30 | 12 | 13 | 5  | 39 | 30 | +9  |
|                       | 6.   | Al-Merrikh         | 44 | 30 | 12 | 8  | 10 | 36 | 28 | +8  |
|                       | 7.   | Tevragh-Zeïna      | 43 | 30 | 11 | 10 | 9  | 35 | 26 | +9  |
|                       | 8.   | Pompiers           | 38 | 30 | 9  | 11 | 10 | 31 | 30 | +1  |
|                       | 9.   | Inter Nouakchott   | 37 | 30 | 9  | 10 | 11 | 31 | 37 | -6  |
|                       | 10.  | Kaédi              | 36 | 30 | 9  | 9  | 12 | 37 | 49 | -12 |
|                       | 11.  | Gendrim            | 34 | 30 | 9  | 7  | 14 | 24 | 35 | -11 |
|                       | 12.  | SNIM               | 32 | 30 | 8  | 8  | 14 | 24 | 28 | -4  |
|                       | 13.  | N'Zidane           | 30 | 30 | 6  | 12 | 12 | 31 | 42 | -11 |
|                       | 14.  | Ksar               | 29 | 30 | 7  | 8  | 15 | 19 | 31 | -12 |
|                       | 15.  | Garde Nationale    | 27 | 30 | 7  | 6  | 17 | 24 | 44 | -20 |
|                       | 16.  | Toulde             | 18 | 30 | 4  | 6  | 20 | 17 | 54 | -37 |

Legenda
      Campione della Mauritania e ammessa alla CAF Champions League 2025-2026.
      Retrocessa in Deuxième Division 2025-2026.
Note:
Tre punti a vittoria, uno a pareggio, zero a sconfitta.